# Тулит
Тулит (розалин, унионит) — плотная густо-розовая или розово-красная разновидность минерала цоизит. Окраска камня обусловлена ионами марганца (примесь Mn достигает ~1%). Встречается в виде массивных зернистых, шестоватых, спутанно-волокнистых агрегатов. Образуется при региональном метаморфизме, встречается в метаморфических породах как продукт гидротермального изменения плагиоклаза в гидротермально изменённых основных изверженных породах и кристаллических сланцах. Сопутствующие минералы: кварц, альбит, биотит, эпидот, гранаты.
Относится к классу  шпатов (алюмосиликаты) кальциевой группы 
Впервые найден в 1820 году в Норвегии (округ Лом). Название происходит от древнего названия мифического острова в северной части Норвегии — Тул. Позднее был найден также в Западной Австралии, Намибии, США (штаты Теннеси, Калифорния, Северная Каролина), Гренландии, России (Урал), Австрии (Тироль), Италии, Польше (Нижняя Силезия). На Полярном Урале найдены значительные проявления тулитизированного габбро.
Применяется как ювелирно-поделочный камень — обычно из этого минерала делают вставки, вытачивают кабошоны и небольшие декоративно-художественные резные изделия.
Внешне похож на родонит, от которого отличается более высокой твёрдостью и отсутствием характерных для родонита чёрных прожилков и ветвистых дендритов оксидов марганца.